# Marienkirche (Dohna)

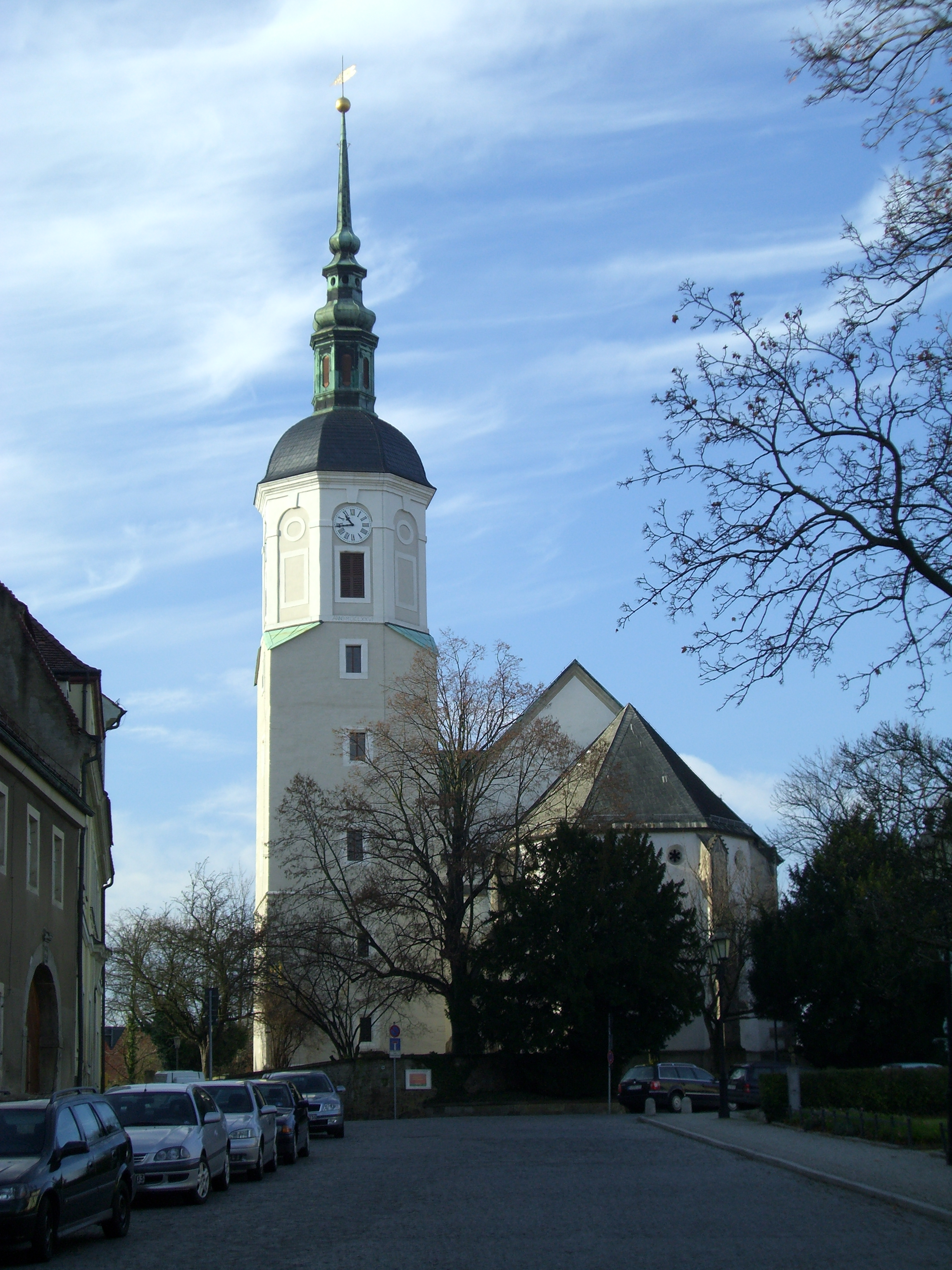
Dohna, Marienkirche

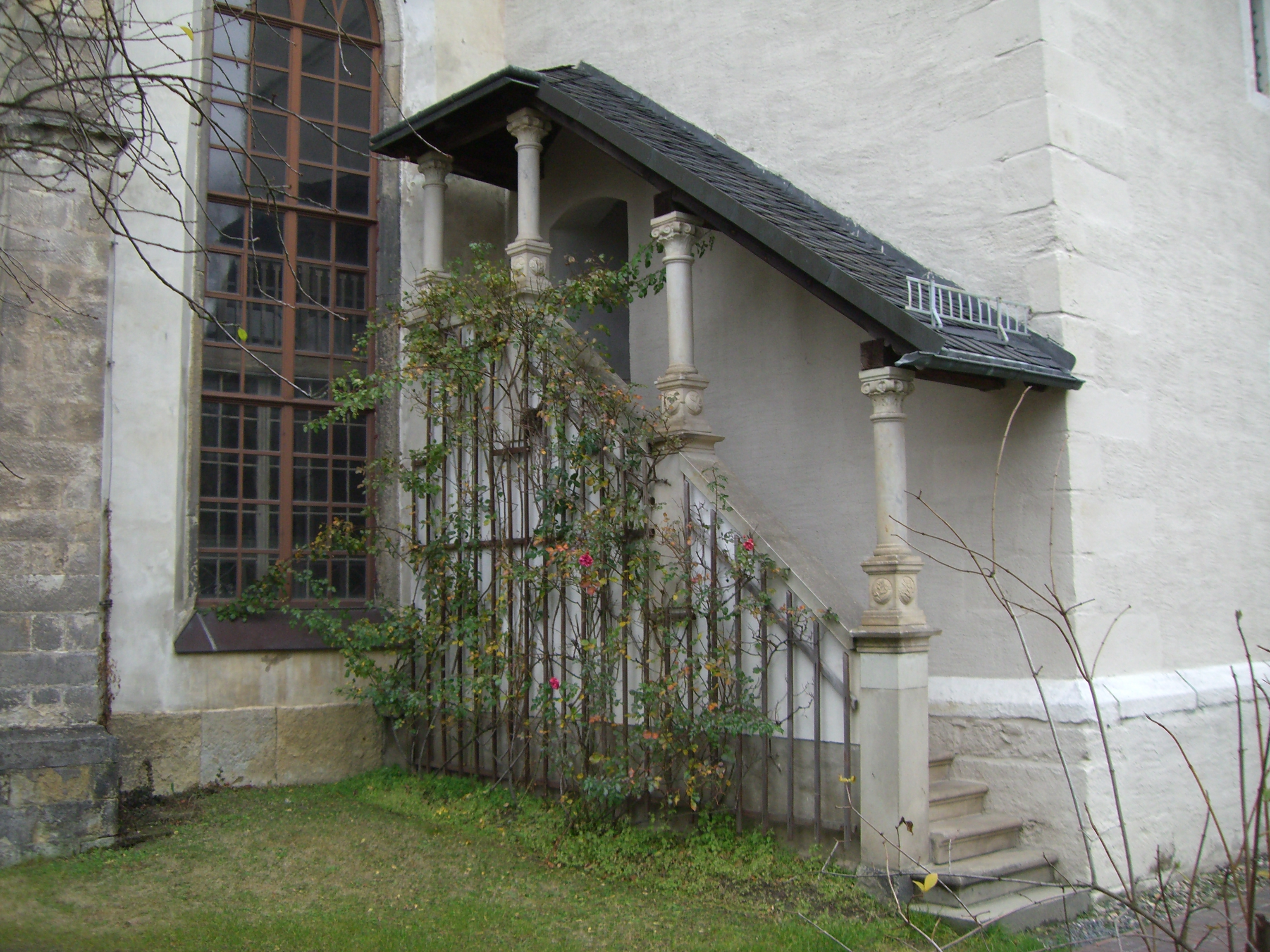
Freitreppe zum Turmeingang von 1684

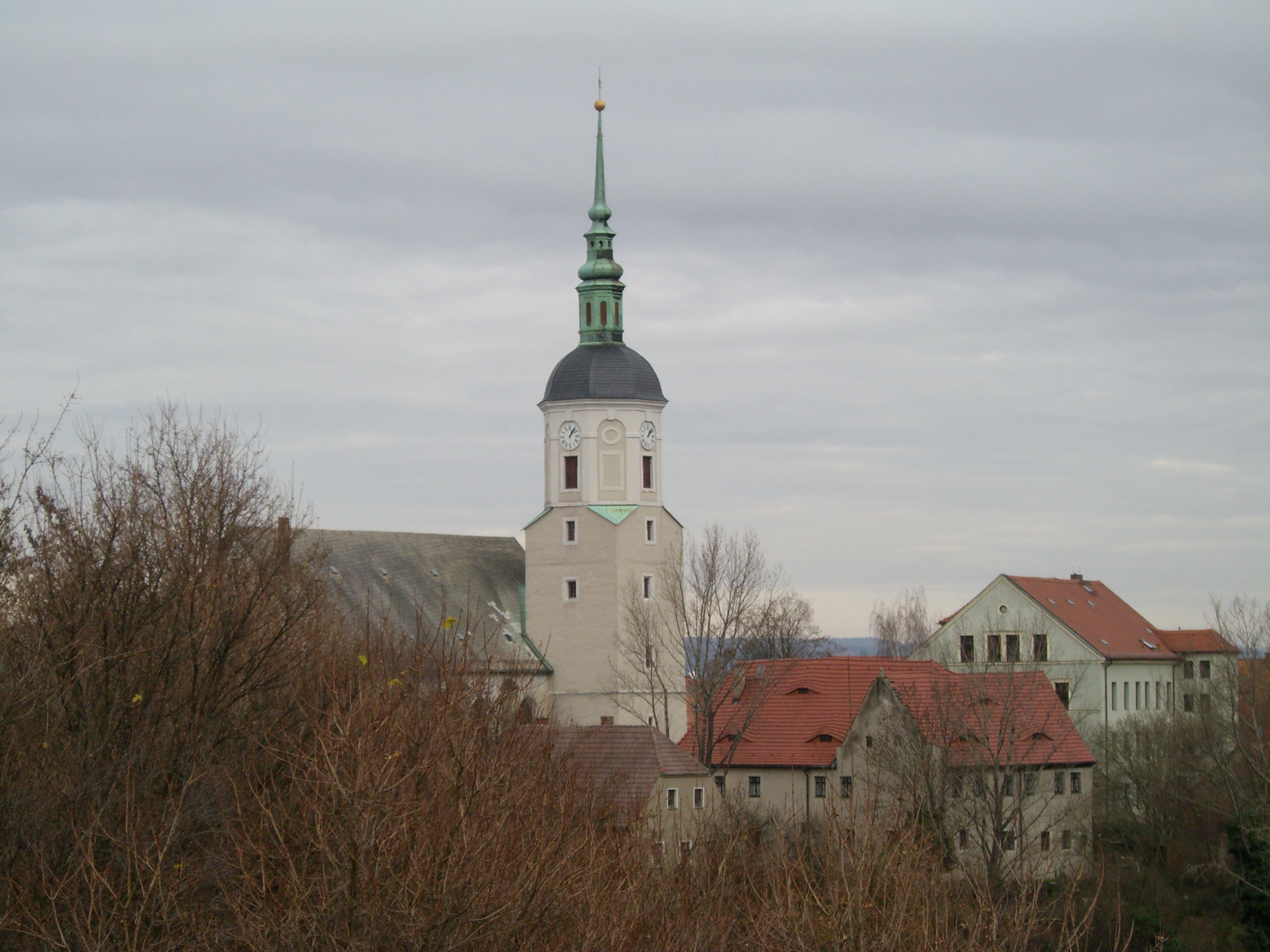
Ansicht der Kirche aus Richtung Burg mit Pfarrhäusern

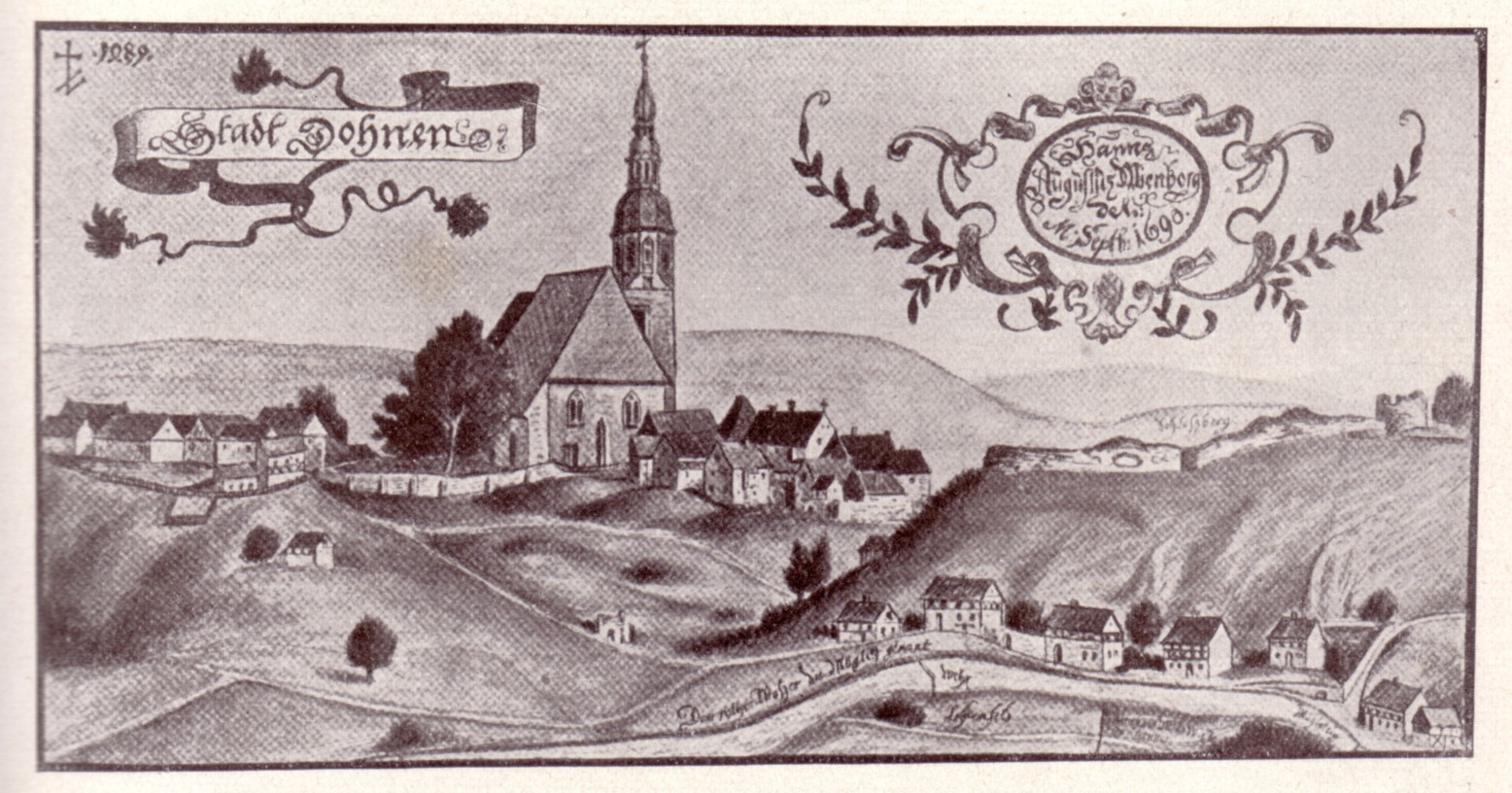
Die Marienkirche im Bild von 1690, gezeichnet von A. Nienborg. Rechts Reste der Burg Dohna.

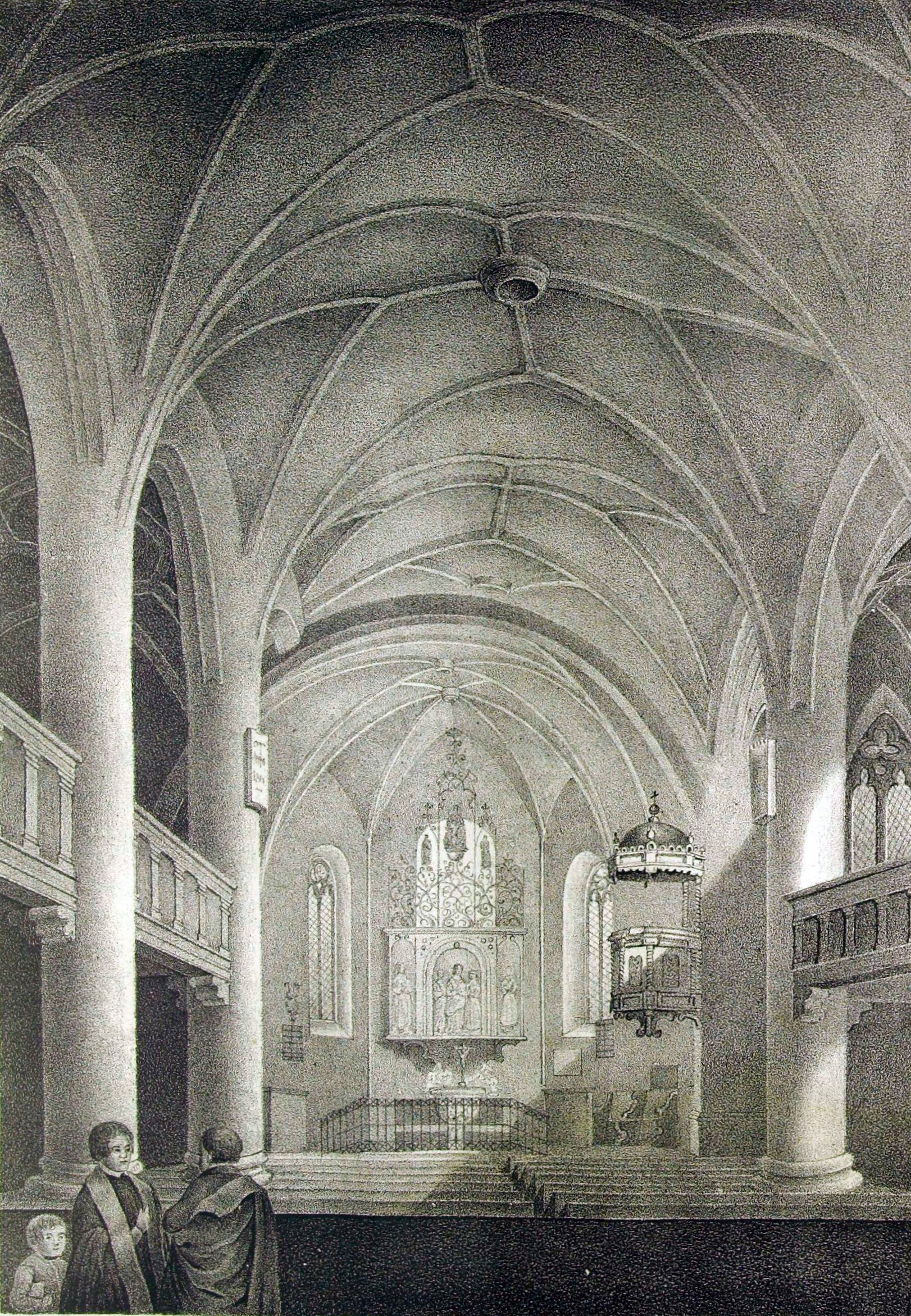
Kircheninneres um 1845

Die evangelische Marienkirche zu Dohna ist eine spätgotische dreischiffige Hallenkirche im Landkreis Sächsische Schweiz-Osterzgebirge in Sachsen. Sie befindet sich an der Westseite des Marktplatzes auf dem „Taschenberg“ nahe der Burg Dohna und ist das bedeutendste Architekturdenkmal der Stadt.

## Geschichte

### Gründung der Kirche
Die Kirche wurde wahrscheinlich 1212 gegründet und 1250 vollendet.
Christian Bartsch, Pastor in Dohna, schrieb 1735 zur Gründungsgeschichte der Kirche:
[…] und hat man aus dem Vossio und Desserio Nachricht in Beylagen daß sie von Burggraf Ottone dem Aelteren unter der Regierung des Römischen Kaisers Friderici II. Anno 1212 zu bauen angefangen: Aber erst 1250. den Bau vollkommen zu Ende gebracht, und eingeweihet in der Ehre der heiligen Jungfrau Maria und des Trostes Petri wie hiervon ein alter Ablass Brieff auf Pergament mit 14. eingehengten rothen Siegeln in origine auf hiesiger Pfarr zu befinden darin der Papst Innocentius 40. Tage Ablaß denjenigen verspricht, welcher Andacht, Gebeth, Walfahrt bey der Kirche zu Dohna an gesetzten Feiertagen verrichtet oder der Kirche etwas verehret ist datiert 1357 d. 10. October in Urkunden P […].
Dieser Ablassbrief bezeugt, dass die erste Kirche der Mutter Maria und dem Apostel Petrus geweiht wurde.

### Erste Kirche
Die erste Kirche, eine Marienkirche und spätere Wallfahrtskirche, wurde nahe der schützenden Stammburg der Donins auf dem „Taschenberg“ im frühen 13. Jahrhundert erbaut. Durch Um- und Erweiterungsbauten wurde der erste Kirchenbau vollständig verändert. Von ihm ist heute nichts mehr zu erkennen.
Die älteste Glocke von 1390 aus der Zeit der Burggrafen von Dohna – wohl einziger bedeutsamer Zeuge der ersten Kirche – stand bis 2001 auf dem Kirchhof vor der Kirche auf einem Sandsteinsockel mit einer Bronzeplatte, auf der die Glockenumschrift wiedergegeben ist: O rex gloriae veni cum pace. Anno MCCCLXXXX. („O Ruhmeskönig, komme mit Frieden, 1390.“)

### Zweite, 1489 vollendete Kirche
Die spätgotische dreischiffige Hallenkirche wurde 1489 von einem unbekannten Baumeister an der Stelle der Vorgängerkirche errichtet und entspricht dem Erscheinungsbild der heutigen Stadtkirche. Der Hallenbau mit Sternrippengewölben wurde von sechs Rundpfeilern getragen (bei der späteren Verlängerung der Halle kamen zwei Pfeiler hinzu). Der kunstvolle spätgotische Taufstein stammt aus der Zeit des Kirchenbaues (1489).
Der dreistöckige Flügelaltar mit farbigen und vergoldeten Figuren im Hochrelief ist ein im spätgotischen Stil geschaffenes Holzschnitzwerk. Dessen Künstler und Werkstatt sind unbekannt. Bei der Restaurierung 1928 fand man die Jahreszahl 1518. Die Flügel sind doppelseitig gearbeitet. Die geschlossenen Flügel zeigen vier Heilige, darunter rechts oben der heilige Nikolaus. (In Sachsen war der hl. Nikolaus der Verkehrsheilige, zu finden in Kirchen an alten Handels- und Verkehrsstraßen.)
An den beiden östlichen Säulen und an der Süd- und Nordwand befinden sich in Sandstein ausgeführte Wappen der Adelsgeschlechter, die sich um den Kirchenbau und die Verwaltung der Kirche besondere Verdienste erworben haben. Es sind die Wappen derer von Ziegler, des Günter von Bünau, derer von Karras, von Staubitz, von Bernstein mit Jahreszahl 1554 und derer von Worgwitz, ebenfalls mit Jahreszahl 1554.
Das bedeutsamste Grabmal befindet sich im nordöstlichen Betstübchen. Es zeigt die stehende Figur des Ritters Hans von Carlowitz, der für die Inszenierung der letzten Fehde in Sachsen, den sogenannten Saukrieg (1555–1558), bekannt ist.
Die Freitreppe für den Aufgang zum Turm und die Turmkrone stammen aus dem Jahre 1684.

### Erneuerung der Kirche
In den Jahren 1833 bis 1843 erfolgte die Restaurierung der Kirche unter der Leitung der Dresdner Akademieprofessoren Joseph Thürmer (1832–1833) und nach dessen Tod Gottfried Semper (1836–1843). Auf Thürmer geht die Verlängerung des Schiffs um sechs Meter nach Westen, die Erweiterung der Fenster und Zugänge, die Ausbildung des Dachs und der Außenarchitektur zurück. Unter Semper wurden die hölzernen Emporen eingebaut, der Chor restauriert und die Innenraumgestaltung durchgeführt.
Im Jahre 1913 wurden die elektrische Beleuchtung eingeführt und die Bemalung der Kirche vollständig neu ausgeführt. Von 1995 bis 1999 erfolgte eine weitere Restaurierung des Kircheninnenraumes. Bei diesen Arbeiten wurde die Innenraumbemalung Sempers wieder hergestellt. Zwischen 2001 und 2003 wurde der Kirchturm restauriert.

## Orgel
Seit 1896 erklingt in der Kirche eine Orgel mit 28 Registern von der Firma Eule aus Bautzen. Es ist eine Kegelladenorgel mit mechanischer Spiel- und Registertraktur. Das Instrument hat folgende Disposition:
| I Hauptwerk C–f3 |     |
| Bordun           | 16′ |
| Prinzipal        | 8′  |
| Hohlflöte        | 8′  |
| Rohrflöte        | 8′  |
| Salicional       | 8′  |
| Oktave           | 4′  |
| Gedeckt          | 4′  |
| Gemshorn         | 4′  |
| Oktave           | 2′  |
| Cornett II–III   |     |
| Mixtur IV        |     |
| Trompete         | 8′  |

| II Oberwerk C–f3 |        |
| Flöte d’Amour    | 8′     |
| Gedeckt          | 8′     |
| Quintatön        | 8′     |
| Aeoline          | 8′     |
| Vox Coelestis    | 8′     |
| Prinzipal        | 4′     |
| Viola            | 4′     |
| Waldflöte        | 2′     |
| Terz             | 1 3⁄5′ |
| Sifflöte         | 1′     |
| Mixtur III       |        |

| Pedal C–d1   |     |
| Prinzipalbaß | 16′ |
| Subbaß       | 16′ |
| Oktavbaß     | 8′  |
| Gedacktbaß   | 8′  |
| Posaune      | 16′ |

- Koppeln: II/I, I/P, II/P
- Nebenregister und Spielhilfen: Tutti Manual I, Tutti Manual II, Mezzoforte

## Geläut
Das Geläut bestehend aus vier Bronzeglocken wurde mit dem Glockenstuhl im Jahr 2003 saniert. Die Bronzeglocke aus der Zeit der Burggrafen, die bis 2001 auf dem Sandsteinsockel vor der Kirche stand, befindet sich wieder im Kirchturm neben drei neuen Bronzeglocken.
Im Folgenden eine Datenübersicht des Geläutes:
| Nr. | Gussdatum | Gießer                      | Durchmesser | Masse  | Schlagton | Inschrift                                                       |
| --- | --------- | --------------------------- | ----------- | ------ | --------- | --------------------------------------------------------------- |
| 1   | 2003      | Glockengießerei Lauchhammer | 1085 mm     | 810 kg | ges´      | „+Heiricvs . Filivs . Tiderici Me . Fecit.“                     |
| 2   | 1390      | Glockengießer unbekannt     | 875 mm      | 404 kg | b´        | verziert mit einem Linienornament                               |
| 3   | 2003      | Glockengießerei Lauchhammer | 770 mm      | 308 kg | des´´     | „Gott allein die Ehr . Durch das Feuer bin ich geflossen . M .“ |
| 4   | 2003      | Glockengießerei Lauchhammer | 685 mm      | 219 kg | es´       |                                                                 |

Die Glocke aus dem Jahr 1390 hat folgende Inschrift: REX GLORIE VENI CVM PACE AVE MARIA ANO MCCCLXXXX.